# Athanasia Perra
Athanasia Perra (en grec: Αθανασία Πέρρα; Pirgos, 2 de febrer de 1983) és una saltadora de triple salt grega, ja retirada, que va competir durant les dècades del 2000 i 2010.
Durant la seva carrera esportiva va prendre part en tres edicions dels Jocs Olímpics d'Estiu, el 2004, 2008 i 2012. En les tres edicions va tenir uns resultats discrets. En el seu palmarès destaquen dues medalles d'or als Jocs del Mediterrani, el 2009 a Pescara, amb una millor marca personal de 14.62 metres, i a Mersin, el 2013, amb un millor salt de 14.48 metres.
El 2017 va tornar a ser analitzada una mostra seva d'un control antidopatge realitzat durant el Campionat del Món de Berlín del 2009. Aquest segon anàlisi va detectar la presència d'una substància il·legal, per la qual cosa va ser sancionada sense poder competir del 4 de maig de 2017 fins al 3 de maig de 2021, alhora que tots els seus resultats obtinguts entre el 15 d'agost de 2009 i el 14 d'agost de 2011 van ser anul·lats.

## Millors marques
- 100 metres. 11.96" (2001)
- Salt de llargada. 6,48 metres (2007)
- Triple salt. 14,71 metres (2012)[2]